# Wylrebeek

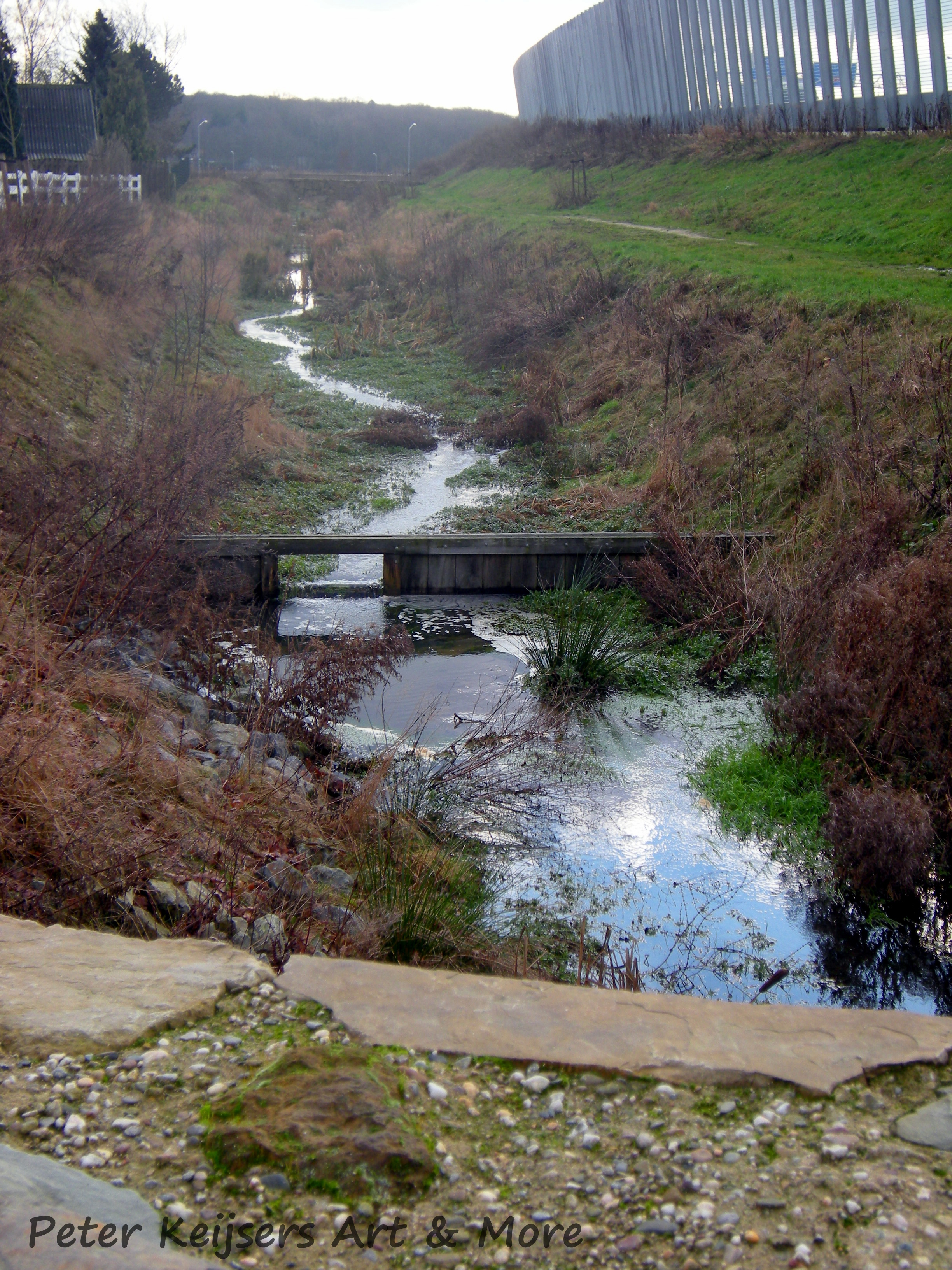
De Wylrebeek, met bruggetje

De Wylrebeek of Wijlderbeek is een beek bij Tegelen en Venlo in de gemeente Venlo in Nederlands Limburg en ligt in het stroomgebied van de Maas. De beek is een zijrivier van de Maas.

## Geschiedenis
In 2011 werd de Wylrebeekheringericht met als doel het beperkten van wateroverlast en een natuurlijkere inrichting met gevarieerde flora en fauna.

## Ligging

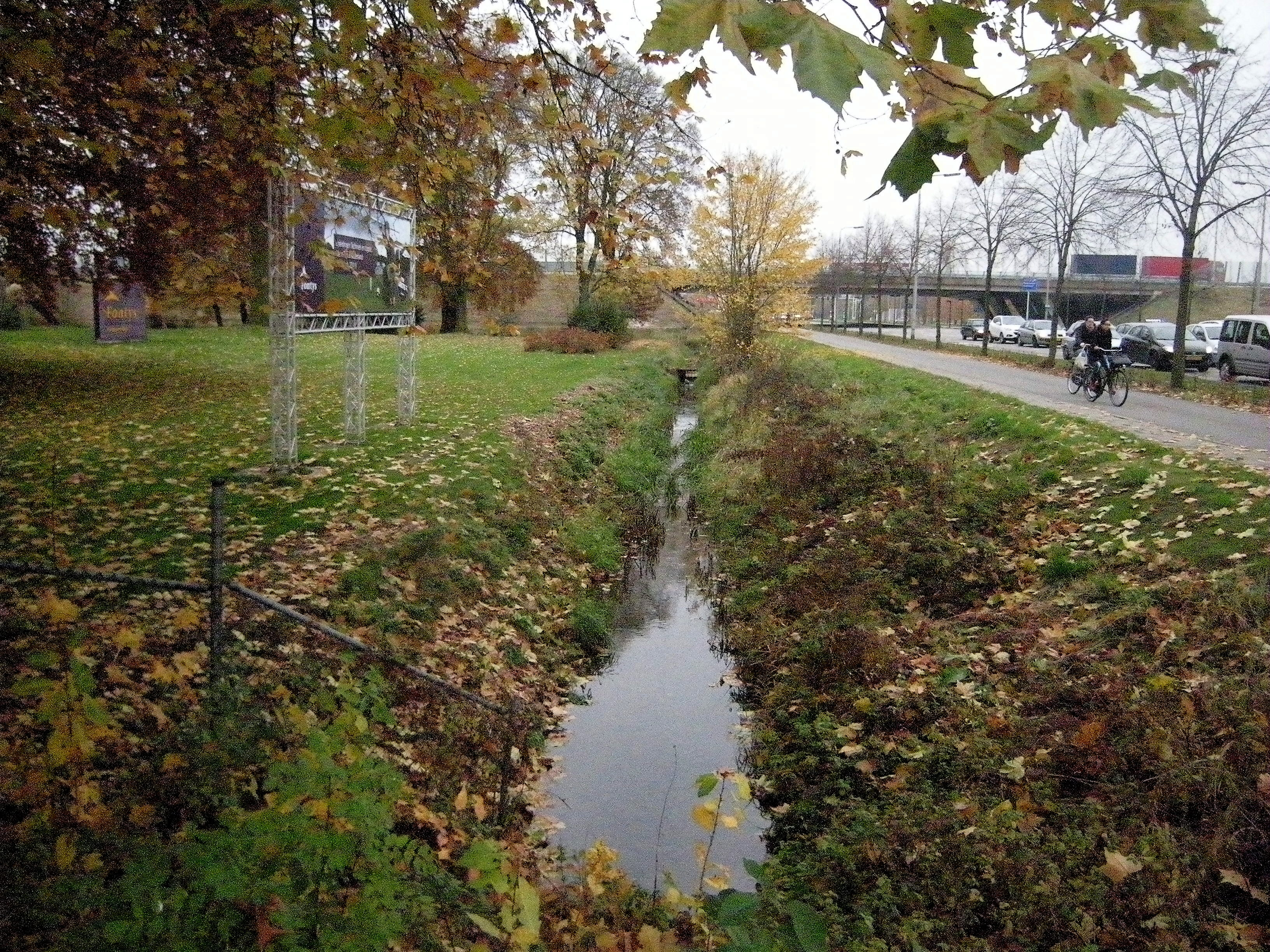
De beek tussen de Fontys Hogeschool Venlo (links) en de Tegelseweg

De beek ontspringt ten oosten van Tegelen aan de zuidzijde van Knooppunt Tiglia vlak bij de watertoren. De beek stroomt dan in noordoostelijke richting, kruist de A74, loopt grofweg parallel aan de A73 in noordelijke richting en buigt langzaam af richting het noordwesten. Onderweg komt de beek langs buurtschap Egypte en sportpark Vrijenbroek en de Algemene Begraafplaats Venlo in de wijk Wijlrehof. Bij de Zuiderbrug van de A73 mondt de beek uit in de Maas.

## Zijtakken
Ter hoogte van Egypte mondt een zijtak uit op de beek, waarvan het water afkomstig is uit de volgelopen kleigroeven ten oosten van de buurtschap.
Vlak voor de monding van de beek in de Maas mondt de Venlose Molenbeek erop uit.

## Watermolen
Op de beek stond de Weizemolen.